# Phomopsis caulographa
Phomopsis caulographa är en svampart som beskrevs av Grove. Phomopsis caulographa ingår i släktet Phomopsis och familjen Diaporthaceae.   Inga underarter finns listade i Catalogue of Life.